# Bannière blanche à bordure
La bannière blanche à bordure (chinois simplifié : 镶白旗 ; chinois traditionnel : 鑲白旗 ; pinyin : xiāng bái qí, par opposition à la bannière blanche (ou bannière blanche régulière) est une des huit bannières divisant les troupes militaires sous la dynastie Qing. Elle se termine en 1911, lors de la révolution Xinhai qui fait tomber la Chine impériale et voit débuter la République de Chine (1912-1949).

## Principales divisions
Elle comprend :
- Bannière mandchoue blanche à bordure
- Bannière han blanche à bordure
- Bannière mongole blanche à bordure
- Bannière auxiliaire blanche à bordure